# Câmpeni
Câmpeni (en hongarès, Topánfalva) és una ciutat de Romania al districte d'Alba.
Es troba a una altitud de 555 msnm a 432 km de la capital, Bucarest.
El 2012 comptava amb una població de 7.798 habitants.
| 1948  | 1956  | 1966  | 1977  | 1992  | 2002  | 2012  |
| s / d | s / d | 7.170 | 7.682 | 8.878 | 8.080 | 7.798 |